# Clara Ponsatí
Pour les articles homonymes, voir Obiols.
Clara Ponsatí i Obiols, née le 19 mars 1957 à Barcelone, est une économiste et femme politique espagnole.
Diplômée en économie de l'université de Barcelone (UB) et de l'université autonome de Barcelone (UAB), elle est titulaire d'un doctorat de l'université de l'université du Minnesota, aux États-Unis. Ses domaines d'expertise principaux sont la théorie des jeux et l'économie publique. Entre 1989 et 2001, elle est professeure à l'université autonome de Barcelone (UAB), ainsi que professeure invitée à l'université de Californie à San Diego et à l'université de Toronto. Entre 2001 et 2012, elle est chercheuse à l'Institut d'Anàlisi Econòmica (IAE) du Conseil supérieur de la recherche scientifique (CSIC) à Barcelone, dont elle est également directrice à partir de 2006. De 2012 à 2013, elle est titulaire de la chaire Prince des Asturies à l'université de Georgetown (États-Unis), avant d'en être écartée par le gouvernement espagnol en raison de ses opinions politiques indépendantistes catalanes. Entre 2015 et 2017, elle dirige l'École d'économie et de finance de l'université de St Andrews, en Écosse.
Favorable à l'indépendance de la Catalogne, elle se présente comme candidate suppléante sur la liste d'union indépendantiste de Ensemble pour le oui lors des élections plébiscitaires du 27 septembre 2015. Elle est ensuite membre du secrétariat national de l'Assemblée nationale catalane (ANC) de 2016 à 2017. En juillet 2017, elle est nommée ministre de l'enseignement dans le gouvernement Puigdemont.

## Biographie

### Jeunesse et formation
Clara Ponsatí i Obiols est née le 19 mars 1957 à Barcelone, en Catalogne. Elle est issue d'une famille citadine de commerçants et d'artistes. Sa grand-mère paternelle était gérante d'un four à pain. Son grand-père maternel est le peintre Josep Obiols. Son oncle est le dirigeant du Parti des socialistes de Catalogne (PSC) Raimon Obiols. Elle grandit sous le régime franquiste, mais sa famille lui transmet sa culture catalane.
Dans sa jeunesse, elle est proche des idées communistes. Elle rejoint la Joventut Comunista de Catalunya (ca) à l'âge de dix-sept ans, puis elle milite au Parti socialiste unifié de Catalogne (PSUC) jusqu'en 1979. Son choix d'étudier l'économie est influencé par les théories de Marx sur l'importance des conditions matérielles comme moteur de l'histoire. Elle obtient une licence de sciences économiques de l'université de Barcelone (UB) en 1980, puis un master d'économie de l'université autonome de Barcelone (UAB) en 1982. Elle part ensuite étudier aux États-Unis et s'éloigne durablement des affaires politiques,.
Elle étudie à l'université du Minnesota à partir de 1982, dont elle obtient un doctorat en économie en 1988. Elle enseigne dans la même université, puis à l'université de Princeton, dans le New Jersey, jusqu'en 1989,.

### Carrière académique
Clara Ponsatí est spécialiste en théorie des jeux et en économie publique. Ses recherches portent notamment sur les liens entre la formation de groupes et les institutions majoritaires. Elle étudie les effets de la méritocratie et de l'égalitarisme sur le fonctionnement et la stabilité des organisations démocratiques.
Entre 1989 et 2001, elle est professeure à l'université autonome de Barcelone (UAB), avec deux interruptions d'un an pour exercer comme professeure invitée, à l'université de Californie à San Diego en 1993-1994, puis à l'université de Toronto en 2000-2001,.
Entre 2001 et 2012, elle est chercheuse à l'Institut d'Anàlisi Econòmica (IAE) du Conseil supérieur de la recherche scientifique (CSIC), à Barcelone. À partir de 2006, elle en est également la directrice.
De 2012 à 2013, elle est professeure visitante titulaire de la chaire Prince des Asturies à l'université de Georgetown, aux États-Unis. En avril 2013, elle dénonce que le gouvernement espagnol a fait pression pour que son poste ne soit pas renouvelé, en raison de ses opinions indépendantistes. Elle avait exprimé son soutien au droit à l'autodétermination de la Catalogne dans les médias, notamment lors d'une interview à la chaîne de télévision arabe Al Jazeera. Le ministre des affaires étrangères espagnol, José Manuel García-Margallo, confirme devant le Congrès des députés que Clara Ponsatí a été écartée pour des motifs politiques. Il déclare à son sujet : « une chaire qui porte le nom du prince des Asturies [ne doit pas] servir de base pour encourager des processus sécessionnistes contraires à la Constitution, et, tant que je serai ministre, cela ne se passera dans aucune ambassade espagnole ».
Elle revient à Barcelone en 2013, puis, en janvier 2015, elle est nommée professeure et directrice de l'École d'économie et de finance de l'université de St Andrews, en Écosse. Elle occupe ce poste jusqu'à son entrée au gouvernement catalan en juillet 2017,.

### Militante indépendantiste
Clara Ponsatí devient favorable à l'indépendance de la Catalogne au moment de la négociation du nouveau statut d'autonomie en 2006, lorsque l'idée souverainiste commence à être envisagée avec sérieux dans la société catalane. Elle n'est membre d'aucun parti ; mais ses opinions indépendantistes sont de notoriété publique, surtout après son éviction de la chaire Prince des Asturies de l'université de Georgetown par le gouvernement espagnol en 2013.
En novembre 2011, elle est signataire du manifeste d'un collectif de vingt-six intellectuels en défense de la culture catalane, intitulé Por Cataluña, la cultura, qui soutient la coalition nationaliste de centre-droit Convergence et Union (CiU) pour les élections générales espagnoles du 20 novembre 2011,. En 2014, elle apparaît dans le film documentaire sur l'indépendantisme L'endemà (ca), d'Isona Passola.
Lors des élections plébiscitaires du 27 septembre 2015, elle soutient la candidature indépendantiste unitaire de Ensemble pour le oui (JxSí). Elle se présente comme neuvième suppléante sur la liste pour la circonscription de Barcelone.
En mai 2016, elle est élue au secrétariat national de l'Assemblée nationale catalane (ANC), la principale association indépendantiste catalane. Elle est proche du secteur critique envers la direction de l'organisation, dont elle a signé le programme Un país per viure lliures (« Un pays pour vivre libres »). Elle est la cinquième candidate à obtenir le plus de suffrages, avec 3 129 voix. À l'ANC, elle travaille à la promotion internationale de l'indépendantisme. Elle soutient l'organisation d'un référendum d'autodétermination pour dégager une majorité favorable à l'indépendance. Elle quitte le secrétariat national en juillet 2017 pour entrer au gouvernement.

### Ministre de l'enseignement
En juillet 2017, le gouvernement catalan fait face à des tensions internes, liées notamment aux risques encourus par ses membres en raison de l'organisation du référendum sur l'indépendance du 1er octobre. Trois conseillers quittent leurs fonctions, dont la conseillère à l'enseignement, Meritxell Ruiz, en raison de sa réticence à assumer les conséquences du référendum. Clara Ponsatí lui succède le 14 juillet.
Elle prend la tête d'un département ministériel qui joue un rôle important dans les préparatifs du référendum, car des bureaux de vote sont situés dans des établissements scolaires. L'une de ses prédécesseures, Irene Rigau (ca), a été condamnée par la justice espagnole à 18 mois d'inéligibilité et 30 000 euros d'amende, pour avoir coordonné les bureaux de vote lors de la consultation sur l'indépendance du 9 novembre 2014.
L'arrivée de Clara Ponsatí au département de l'enseignement est suivie de plusieurs changements dans son équipe dirigeante. La secrétaire générale, Maria Jesús Mier, quitte son poste, et est remplacée par Lluís Baulenas, précédemment directeur général des écoles publiques. Le lendemain, la nouvelle ministre remplace le secrétaire aux politiques éducatives, Antoni Llobet, par le président du conseil d'évaluation du système éducatif, Joan Mateo.

### Députée européenne
Elle devient députée européenne le 1er février 2020.

## Publications
,
- (en) Clara Ponsatí, J. Sakovics, « The War of Attrition With Incomplete Information », Mathematical Social Sciences. 29, 3, p. 239-254 16 p, juin 1995.
- (en) Clara Ponsatí, « The Deadline Effect - A Theoretical Note », Economics Letters. 48, 3-4, p. 281-285 5 p., juin 1995.
- (en) Clara Ponsatí, J. Sakovics, « Multiperson bargaining over two alternatives », Games and Economic Behavior. 12, 2, p. 226-244 19 p., février 1996.
- (en) Clara Ponsatí, J. Watson, « Multiple-issue bargaining and axiomatic solutions », International Journal of Game Theory. 26, 4, p. 501-524 24 p., 1997.
- (en) N. V. Macho-Stadler, D. Perez-Castrillo, Clara Ponsatí, « Stable multilateral trade agreements », Economica. 65, 258, p. 161-177 17 p., mai 1998.
- (en) Clara Ponsatí, J. Sakovics, « Rubinstein bargaining with two-sided outside options », Economic Theory. 11, 3, p. 667-672 6 p., mai 1998.
- (en) N. V. Jarque, Clara Ponsatí, J. Sakovics, « Mediation: incomplete information bargaining with filtered communication », Journal of Mathematical Economics. 39, 7, p. 803-830 28 p., septembre 2003.
- (en) Paola Manzini, Clara Ponsatí, « Stakeholder Bargaining Games », International Journal of Game Theory, Vol.34, No 1, 67--77, janvier 2006.
- (en) Aviad Heifetz, Clara Ponsatí, « All in Good Time », International Journal of Game Theory, Vol.35, No 4, 521--538, janvier 2007.
- (en) Daniel Cardona, Clara Ponsatí, « Bargaining One-Dimensional Social Choices », Journal of Economic Theory, Vol.137, No 1, 627--651, janvier 2007.
- (en) Amparo M. Mármol, Clara Ponsatí, « Bargaining Over Multiple Issues with Maximin and Leximin Preferences », Social Choice and Welfare, Vol.30, No 2, 211--223, janvier 2007.
- (en) Clara Ponsatí, József Sákovics, « Queues, Not Just Mediocrity: Inefficiency in Decentralized Markets with Vertical Differentiation », International Journal of Industrial Organization, Vol.26, No 4, 998--1014, janvier 2008.
- (en) Jernej Čopič, Clara Ponsatí, « Robust Bilateral Trade and Mediated Bargaining », Journal of the European Economic Association, Vol.6, No 40603, 570--580, janvier 2008.
- (en) M. de las Mercedes Adamuz, Clara Ponsatí, « Arbitration systems and negotiations », Review of Economic Design. 13, 3, p. 279-303 25 p., septembre 2009.
- (en) Nadia Burani, Clara Ponsatí, « Countervailing Power? Collusion in Markets with Decentralized Trade », Review of Economic Design, Vol.15, No 2, 91--120, janvier 2011.
- (en) Daniel Cardona, Clara Ponsatí, « Uniqueness of Stationary Equilibria in Bargaining One-Dimensional Policies Under (Super) Majority Rules », Games and Economic Behavior, Vol.73, No 1, 65--75, janvier 2011.
- (en) Clara Ponsatí, Santiago Sánchez-Páges, « Optimism and Commitment: an Elementary theory of Bargaining and War », SERIEs, Vol.3, No 40574, 157--179, janvier 2011.
- (en) Daniel Cardona, Clara Ponsatí, « Super-Majorites and Collective Surplus in One-Dimensional Bargaining: Numerical Simulations », Economics Bulletin, Vol.33, No 1, 278--288, janvier 2013.
- (en) Daniel Cardona, Clara Ponsatí, « Super-Majorites, One-Dimensional Policies, and Social Surplus », Journal of Public Economic Theory, Vol.16, No 6, 884--898, janvier 2014.
- (en) Salvador Barberà, Carmen Beviá, Clara Ponsatí, « Meritocracy, Egalitarianism and the Stability of Majoritarian Organizations », Games and Economic Behavior, Vol.91, 237--257, janvier 2015.
- (en) Daniel Cardona, Clara Ponsatí, « Representing a democratic constituency in negotiations: delegation versus ratification », Social Choice and Welfare, Vol.45, No 2, 399-414, septembre 2015.
- (en) J. Čopič, Clara Ponsatí, « Optimal robust bilateral trade: risk neutrality », Journal of Economic Theory. 163, p. 276-287, mai 2016.